# Hlaï
Le hlaï, ou li (en chinois : 黎), est une langue langue tai-kadai parlée dans les régions montagneuses du centre et du centre-sud de Hainan, en Chine.
Les locuteurs du hlaï font partie de la nationalité li, nom que les Han leur donnent. Elle se divise en cinq groupes : ha li, meifu li, qi li, li locaux et detou li. Certaines variétés classées comme dialectes pourraient être des langues à part entière.

## Classification
Avec le cun, le hlaï forme le groupe des langues hlaï de la famille des langues tai-kadai.

## Écriture
Le hlaï possède une transcription officielle en caractères romains.

## Phonologie
Les tableaux présentent les phonèmes vocaliques et consonantiques du hlaï.

### Voyelles
|         | Antérieure | Centrale | Postérieure |
| ------- | ---------- | -------- | ----------- |
| Fermée  | i [i]      |          | ɯ [ɯ] u [u] |
| Moyenne | e [e]      |          | o [o]       |
| Ouverte | a [a]      |          | ɔ [ɔ]       |

### Diphtongues et rimes
Le hlaï a de nombreuses diphtongues. Avec [a] : [ia], [ua], [ɯa]. Avec [i] : [ai], [aːi], [ei], [oːi], [ui], [uːi], [ɯːi]. Avec [u] : [au], [aːu], [eːi], [iu], [iːu], [ou]. Avec [ɯ] : [aɯ], [eɯ].

### Consonnes
|               |                 | Bilabiales | Alvéolaires | Alvéolaires | Alv.-pal. | Vélaires  | Glottales |
| ------------- | --------------- | ---------- | ----------- | ----------- | --------- | --------- | --------- |
| Centrales     | Latérales       | Bilabiales |             |             | Alv.-pal. | Vélaires  | Glottales |
| Occlusives    | Sourde          | p [p]      | t [t]       |             |           | k [k]     |           |
| Occlusives    | Aspirée         | ph [pʰ]    | th [tʰ]     |             |           | kh [kʰ]   |           |
| Occlusives    | Labio-latérales | pl [pl]    |             |             |           |           |           |
| Occlusives    | Labialisées     |            |             |             |           | kw [kʷ]   |           |
| Occlusives    | Labialisées     |            |             |             |           | khw [kʰʷ] |           |
| Occlusives    | Sonore          | b [b]      | d [d]       |             |           | g [g]     |           |
| Occlusives    | Labialisées     |            |             |             |           | gw [gʷ]   |           |
| Fricatives    | sourdes         | f [f]      | s [s]       |             |           |           | h [h]     |
| Fricatives    | Labialisées     |            |             |             |           |           | hw [hʷ]   |
| Fricatives    | Labialisées     |            |             |             |           |           | hj [hʲ]   |
| Fricatives    | Sonore          | v [v]      | z [z]       | ɬ [ɬ]       |           |           |           |
| Affriquées    | Sourdes         |            | ts [t͡s]     | tɕ [t͡ɕ]     |           |           |           |
| Affriquées    | Prénasal.       |            | tsh [t͡sʰ]   |             |           |           |           |
| Liquides      | Liquides        |            | r [r]       | l [l]       |           |           |           |
| Nasales       | Sonores         | m [m]      | n [n]       |             | ɲ [ɲ]     | ŋ [ŋ]     |           |
| Nasales       | Labialisées     |            |             |             |           | ŋʷ [ŋʷ]   |           |
| Semi-voyelles | Semi-voyelles   | ʔw [ʔw]    |             |             | ʔj [ʔj]   |           |           |

### Une langue tonale
Le hlaï est une langue tonale qui possède six tons. Les tons 7 à 9 n'apparaissent que dans des syllabes se terminant par une consonne, [t], [k], [p] ou [tɕ].
| Ton | Valeur | Exemple   | Traduction           |
| --- | ------ | --------- | -------------------- |
| 1   | 53     | fan1      | dent                 |
| 2   | 55     | kau2      | poumon               |
| 3   | 11     | nom3      | eau, rivière, fleuve |
| 7   | 55     | fuːt7     | dix                  |
| 8   | 11     | kwaːk8    | épais                |
| 9   | 53     | ɬop9ɬaːp9 | soudain, brusquement |

## Sources
- (zh) Zheng Yiqing, Ouyang Jueya, 1993, 黎汉词典 - Lí-Hàn cídiǎn, Chengdu, Sìchuān mínzú chūbǎnshè  (ISBN 7-5409-0302-3)